# Centrolene bacatum
Centrolene bacatum е вид жаба от семейство Centrolenidae.

## Разпространение
Видът е разпространен в Еквадор и Колумбия.